# ČSD-Baureihe M 220.2
Der Triebwagen der Baureihe M 220.2 war ein vierachsiger zweimotoriger benzolmechanischer Triebwagen für den gemischten Verkehr der einstigen Tschechoslowakischen Staatsbahnen (ČSD). Er war nach dem M 230.0 der zweite Prototyp zweimotoriger Triebwagen mit mechanischer Kraftübertragung der ČSD.

## Geschichte und Einsatz
1927 wurde nach  dem M 230.0  noch ein zweiter Motorwagen mit zweimotorigem Antrieb bei Tatra Kopřivnice gebaut. Geändert wurden lediglich die Getriebebauart und -übersetzung, außerdem gab es einige Änderungen beim Wagenkasten.
Im Betrieb hatte der Wagen die gleichen Eigenschaften wie der M 230.0. Der Wagen blieb bis 1940 im Einsatz. Dann wurde er als Beiwagen umgebaut. Im Vergleich zum M 220.1 brachten beide Prototypen im Verkehr in der Ebene keinerlei Fortschritt. Die Leistung war in etwa gleich, die Antriebsanlage war komplizierter.

## Technische Merkmale
Der Wagen hatte den gleichen Aufbau wie der M 230.0. Geändert wurde das Übersetzungsverhältnis zwischen Antriebsanlage und Antriebsachse, so dass sich eine etwas größere Zugkraft ergab.
Außerdem wurden andere Drehgestelle verwendet. Während beim M 230.001 zur primären und sekundären Abfederung Schraubenfedern verwendet wurden, hatte der M 220.201 Blattfedern. Der Achsabstand der Drehgestelle wurde gekürzt von 2440 mm auf 2100 mm.